# Dinheirosaurus
Dinheirosaurus („Ještěr z Porto Dinheiro“) byl rod sauropodního dinosaura, žijícího v období svrchní jury (asi před 153 až 148 miliony let) na území dnešního Portugalska (geologické souvrství Alcobaça).

## Objev a popis
Zkameněliny dinheirosaura byly poprvé objeveny roku 1992, vědecky popsán byl ale až roku 1999. Jeho rodové jméno je odvozeno od názvu oblasti Porto Dinheiro (Lourinhã). Tento diplodokidní sauropod byl velkým čtyřnohým býložravcem, příbuzným známějším severoamerickým diplodokidům. Jeho rozměry nelze na základě dostupného fosilního materiálu přesněji odhadnout.
Je možné, že ve skutečnosti se jedná o zástupce rodu Supersaurus, známého ze Severní Ameriky. Zatímco evropský druh měřil na délku kolem 25 metrů, supersauři byli ještě asi o 10 metrů delší.

## V populární kultuře
Dinheirosaurus byl ztvárněn v dokumentu Dinosaur Revolution jako stádní zvíře, které bylo loveno dravci jako byl Torvosaurus nebo Allosaurus.